# Exspiration

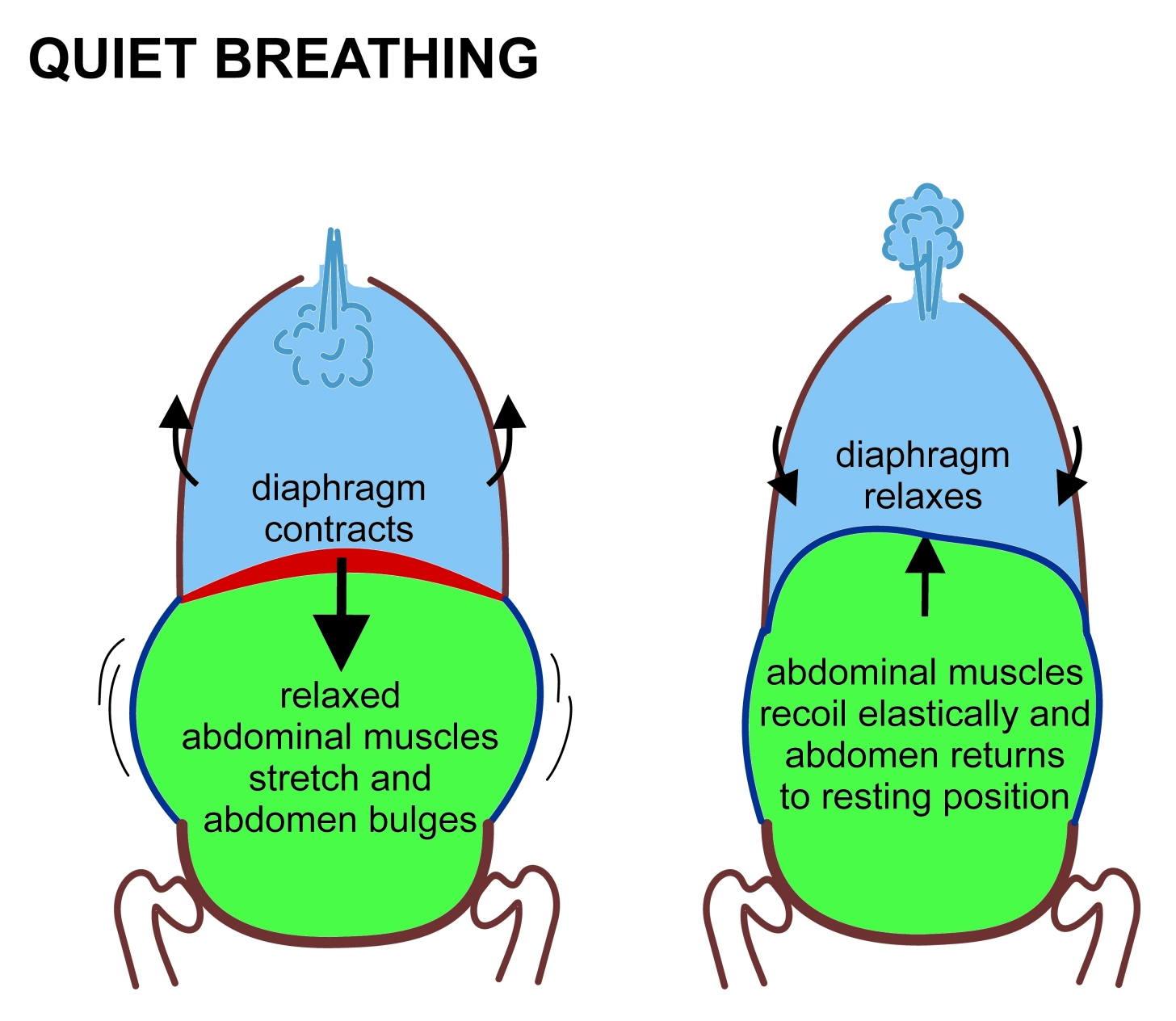
Die Atemmuskulatur während eines „ruhigen“ Atemzyklus. Die Inspiration (Einatmung) auf der linken Bildseite, Die Exspiration (Ausatmung) auf der rechten Seite. Die sich kontrahierende Muskulatur ist in rot gezeichnet, die relaxierte wurde in blau wieder gegeben.

Als Exspiration (von lateinisch exspirare/expirare „herausblasen, aushauchen, ausatmen, sterben“) oder Exhalation (von lateinisch exhalare „aushauchen, ausdünsten“) bezeichnet man in der Medizin den Vorgang der Ausatmung (als Phase der Lungenventilation).
Durch Entspannung der Brustmuskulatur und des Zwerchfells bewirken die elastischen Rückstellkräfte von Lunge und Brustkorb, dass sich das Lungenvolumen passiv verkleinert. Die Luft bzw. das Atemgas oder Atemgasgemisch wird entsprechend aus der Lunge gepresst.
Aktiv wird das Ausatmen durch die innere Zwischenrippenmuskulatur unterstützt, welche bei Kontraktion die Rippen bzw. den Brustkorb senkt und so die Lunge sich zusammenziehen lässt. Weitere Atemhilfsmuskeln werden bei der forcierten Ausatmung (kraftvolle, verstärkte Atmung) eingesetzt, z. B. bei Erkrankungen der Lunge oder Husten (siehe Hustenmuskel), bei körperlicher Anstrengung, oder beim Sprechen und Singen.
Ein Teil der Luft verbleibt auch bei maximaler Ausatmung in den Lungen, diese wird als Residualluft oder Restluft bzw. als Residualvolumen bezeichnet.